# Nigel (Afrique du Sud)
Pour les articles homonymes, voir Nigel.
Nigel est une ville de la province du Gauteng, située à l'est de Johannesburg.
Une mine d'or y a été découverte en 1886.
La population était de 38 313 habitants en 2011.

## Contexte
En 1886, Petrus Johannes Marais, agriculteur, commerçant et prospecteur découvre de l'or sur le territoire de la ferme Varkensfontein. Inspiré par sa lecture Fortunes de Nigel de Walter Scott, il fonde la Nigel Gold Mining Company. La ville se développe autour de la mine. D'autres lieux portent également des noms inspirés des personnages de Scott comme par exemple la banlieue de Glenvarloch.
Aujourd'hui, la ville se concentre principalement sur l'exploitation minière et a également diverses industries lourdes.
Nigel, comme d'autres villes de l'East Rand, est englobée dans municipalité métropolitaine d'Ekurhuleni en 2000.
Le 1er août 2010, l'incendie de la maison pour personnes âgées de Pieter Wessels a entraîné la mort de 22 personnes.